# Montigny-sur-Meuse
Montigny-sur-Meuse é uma comuna francesa na região administrativa de Grande Leste, no departamento das Ardenas. Estende-se por uma área de 8,1 km². Em 2010 a comuna tinha 83 habitantes (densidade: 10,2 hab./km²).